# 황색거성

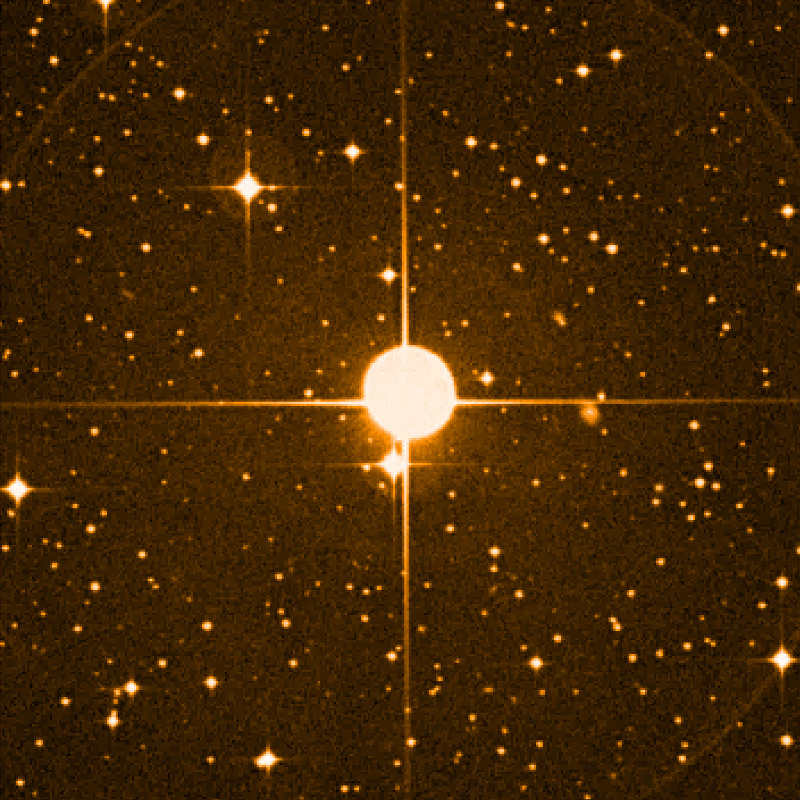
황색 거성 중 하나인 HD 47566

황색거성(黃色巨星, 영어: Yellow giant, YG)은 항성 진화의 후기 단계에 있는 질량이 적거나 중간 정도의 질량(약 0.5~12 정도의 태양질량)을 가지고 있는 발광성의 거성이다. 외부의 대기는 희박하며 팽창하고 비교적 반지름이 큰 편이며 표면온도는 약 5200 ~ 7500K 정도로 낮은 편이다. 황색 거성은 분광형인 F부터 G를 포함해 백색부터 황색까지 다양한 색깔을 가지고 있지만 대체로 황색을 가진 별이 이 무리에 많이 속하기 때문에 이러한 이름이 붙여졌다. 전체 거성 중에 약 10. 6%가 황색 거성이다.